# Liste der spanischen Orden und Ehrenzeichen
Diese Liste gibt einen Überblick über die spanischen Orden und Ehrenzeichen.

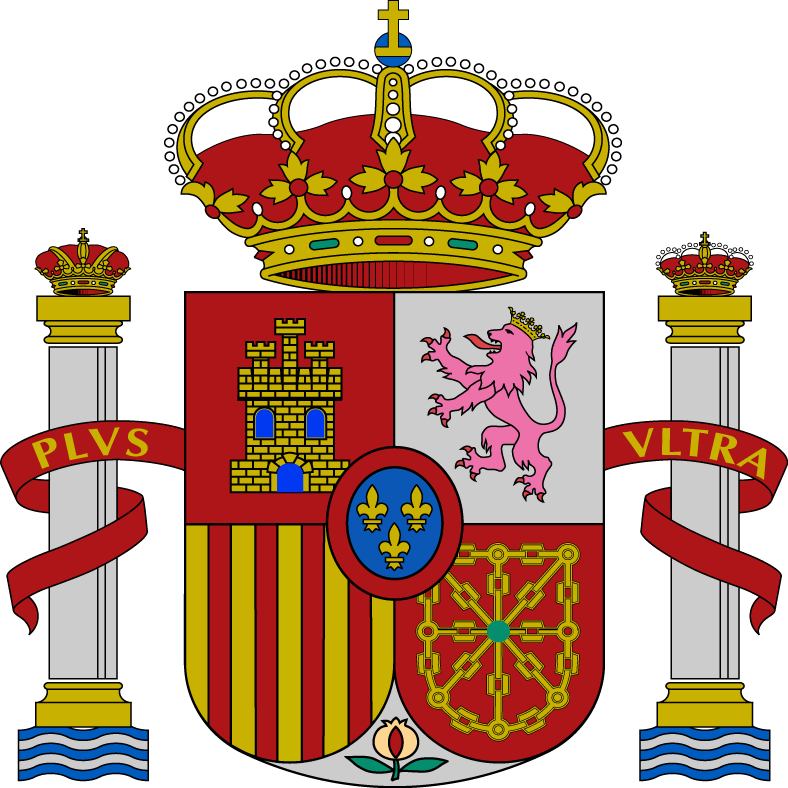
Wappen des Königreich Spanien

## Ritterorden derReconquista
- Alcántaraorden (1156)
- Orden von Calatrava (1158)
- Santiagoorden (1170)
- Orden von Montesa (1316)

## Orden und Ehrenzeichen der spanischen Könige
- Orden de la Banda (1330 oder 1332)
- Ritterlicher Orden der Damen von der Schärpe (1388)
- Kannenorden (1410)
- Schuppenorden (1424)
- Orden vom Goldenen Vlies (1430/1516)
- Orden Karls III. (1771)
- Königlicher Marien-Louisen-Orden (1792)
- Medaille für die Auszeichnung von Baylen (1808)
- Königlicher Ritterorden von Spanien (1809)
- Kreuz für die Auszeichnung im Norden (1809)
- Kreuz für Auszeichnung in St. Jago (1810)
- Medaille des Grafen Casa-Roxos (1810)
- Kreuz für Auszeichnung in Gerona (1810)
- Kreuz für Auszeichnung in Talavera de la Reyna 1810
- Kreuz für Auszeichnung von Lerin 1811
- Ferdinandsorden (1811)
- Orden des heiligen Hermenegild (1811)
- Kreuz für Auszeichnung in Saragossa 1814
- Kreuz für Auszeichnung bei St Marcial 1814
- Auszeichnungsmedaille für die Kriegsgefangenen 1814
- Kreuz für Auszeichnung in Escorial 1814
- Kreuz für Auszeichnung in Ciudad Rodrigo 1814
- Auszeichnungskreuz der Reservearmee 1814
- Kreuz für Auszeichnung in Tolosa 1814
- Kreuz für Auszeichnung von Taragona 1814
- Medaille für Leiden um das Vaterland (1814)
- Kreuz für Auszeichnung bei Ordal (1814)
- Kreuz für Auszeichnung bei Saragossa (1814)
- Kreuz für Auszeichnung der Reservearmee von Andalusien (1814)
- Orden der Treue 1814
- Kreuz für Auszeichnung in Albufera 1815
- Kreuz für Auszeichnung in Sevilla 1815
- Kreuz für Auszeichnung für die erste Armee 1815
- Kreuz für Auszeichnung für die zweite Armee 1815
- Kreuz für Auszeichnung für die dritte Armee 1815
- Kreuz der Auszeichnung von Vitoria 1815
- Kreuz für Auszeichnung von San Lorenzo 1815
- Kreuz für Auszeichnung von Astorga 1815
- Kreuz für Auszeichnung von Valls 1815
- Medaille für Auszeichnung von Tarancon 1815
- Kreuz für Auszeichnung von Alcannitz 1815
- Kreuz für Auszeichnung der (sechsten) Armee (des linken Flügels) 1815
- Kreuz für Auszeichnung der siebenten Armee 1815
- Kreuz für Auszeichnung bei der Brücke von Alcolea 1815
- Kreuz für Auszeichnung von Tariffa 1815
- Auszeichnungskreuz für die Gefangenen im Zivilstand 1815
- Kreuz für Auszeichnung von Pamplona und Bayonne 1815
- Kreuz für Auszeichnung der Truppen in Asturien 1815
- Auszeichnungskreuz von Albuquerque 1815
- Auszeichnungsmedaille des Grafen Casa-Roxas 1815
- Kreuz für Auszeichnung da la fuge de Portugal 1815
- Medaille für Auszeichnung von Tamames 1815
- Medaille für Auszeichnung von Medina 1815
- Auszeichnungskreuz für die Kabinettskuriere 1815
- Armband für die Auszeichnung de la Junta patriotica de Senoras 1815
- Orden de Isabel la Católica (1815)
- Auszeichnung der Marine 1816
- Kreuz für Auszeichnung de Cartagena de Indias 1816
- Kreuz für Auszeichnung für Menjibar 1816
- Kreuz für Auszeichnung von Bubierca 1816
- Kreuz für Auszeichnung von Aranjuez 1816
- Kreuz für Auszeichnung von Almonacid 1816
- Kreuz für Auszeichnung  von San Jorge 1816
- Auszeichnungskreuz für die Division von Mallorca 1816
- Kreuz für Auszeichnung für Castalla 1816
- Medaille zur Auszeichnung von Lucena 1816
- Auszeichnungskreuz von Villafranca del Vierzo 1816
- Marine-Verdienstorden (1816)
- Kreuz für Auszeichnung von Madrid  (1817)
- Auszeichnungsmedaille für Villar de Ciervos 1823
- Schild der Treue 1823
- Kreuz für militärische Treue 1824
- Maria-Isabella-Louisen-Kreuz 1833
- Maria Christina-Militärorden (1840)
- Zivilorden für Wohltätigkeit (1856)
- Militär-Verdienstorden (1864)
- Verdienstorden vom Roten Kreuz (Spanien) (1864)
- Orden für Verdienste zur See (1866)
- Maria-Victoria-Orden (1871)
- Orden Alfons’ XII. (1902)
- Landwirtschaft-Verdienstorden (1905)
- Medalla Militar (1918)
- Zivilverdienstorden (1926)

## Zweite Spanische Republik
- Orden der Spanischen Republik (1931)
- Afrika-Orden (Spanien) (1933)
- Orden der Befreiung Spaniens (1936)

## Franquismus
- Medalla de la Campaña (1937)
- Imperialer Orden vom Joch und den Pfeilen (1937)
- Kriegskreuz (1938)
- Orden Alfons X. des Weisen (1939)
- Luftwaffen-Fliegerabzeichen (1939)
- Luftwaffenflugzeugführerabzeichen (1939)
- Luftwaffenbeobachterabzeichen (1939)
- Luftwaffenfliegerschützenabzeichen (1939)
- Luftwaffendoppelabzeichen (1939)
- Fliegererinnerungsabzeichen (1939)
- Fallschirmschützenabzeichen (1939)
- Medalla del Alzamiento y Victoria (1940)
- Orden Civil de Sanidad (1943)
- Cisneros-Orden (1944)
- Orden San Raimundo de Penafort (1944)
- Medalla Penitenciaria (1944 erneuert)
- Luftwaffen-Verdienstkreuz (1945)
- Post-Verdienstorden (1960)

## Königreich Spanien nach derTransition in Spanien
- Orden für Verdienste um die Monarchie (1976)